# Jorge Gestoso
Jorge Gestoso es un periodista uruguayo nacido en la ciudad de Montevideo. Durante 16 años fue el presentador principal y símbolo de CNN en Español, también corresponsal en jefe para Washington D. C. de la cadena.

## Educación
Gestoso cursó sus estudios en la Universidad de la República, en Montevideo. Posteriormente realizó un posgrado en Willow Glen, San José, California. Además de su castellano nativo, también habla inglés y francés.

## Carrera
Ha sido declarado como uno de los cien periodistas hispanos más influyentes en los Estados Unidos. Ha recibido varios premios, como la histórica distinción del premio bastón de plata Dupont, otorgado por la Universidad de Columbia, por excelencia en periodismo investigativo que convirtió al trabajo de CNN en Español «En busca de la doble desaparecida» en el primer programa en idioma extranjero (distinto al inglés) en obtener ese galardón. Ese programa también recibió nominaciones como finalista del premio INTE y los premios internacionales Emmy como mejor documental del año. Asimismo Gestoso fue distinguido como el mejor presentador de noticias por las tres organizaciones estadounidense de críticos hispanos: ACE, ACCA, y ACRIN. También fue premiado como "la personalidad de noticias del año" por la INTE (Industria de la Televisión en Español), además de haber sido reconocido con los premios Jean Cartier de Argentina y Tabaré de Oro de Uruguay. Por su parte, la Universidad Tecnológica de El Salvador lo nombró "Profesor meritísimo".
Gestoso ha sido invitado como Maestro de Ceremonias en varios Eventos Internacionales -entre ellos-  el Congreso Mundial de Comunicación para el Desarrollo organizado en conjunto por las Nacionas Unidas a través de FAO, el Banco Mundial y la Iniciativa de la Comunicación realizado en Roma, Italia. En agosto de 2013 fue invitado por la Organización de los Estados Americanos (OEA) para actuar como Moderador del "Foro Honduras 2030" en Tegucigalpa, en el que entrevisto a los ocho Candidatos Presidenciales rumbo a las elecciones de noviembre de ese año. En marzo de 2012 fue invitado por la Organización de los Estados Americanos (OEA) como maestro de ceremonias y moderador del diálogo del sector privado en preparación de la VI Cumbre de las Américas. En junio de 2011 fue invitado por las Naciones Unidas para actuar como moderador del Diálogo Regional de América Latina de la Comisión Global del VIH y la Ley en San Pablo, Brasil. Gestoso fue el Maestro de Ceremonias de la Convención Anual de BUPA en Bangkok, Tailandia realizada en abril del 2010. En octubre de 2012 dio una Conferencia Magistral en la Universidad del Este, Paraguay sobre Periodismo, Ciencia y Tecnología. En marzo de 2011 en la Universidad George Washington, en Washington D. C., Gestoso dio un Seminario sobre el Papel de los Medios en las Campanas Electorales. En agosto de 2009 dictó el Seminario "Panorama de América" organizado por la Asociación de Gerentes de Guatemala en Ciudad de Guatemala.
```
[
4
]
```

## GTN
En junio de 2004 fundó su propia compañía de producción de contenidos televisivos, llamada GTN (Gestoso Televisión News) de la cual es su presidente, con sede en Washington D. C., ciudad en la que vive.
Gestoso presenta el programa JGI “Jorge Gestoso Investiga” a través de V-me, con sede en Nueva York, la cadena hispana de TV de Estados Unidos en asociación con la televisión pública, distribuida en 40 ciudades y que alcanza al 80% del mercado hispano según Nielsen.  
A partir del 2004 desde GTN produce y presenta el show "Jorge Gestoso" (que dentro de EE. UU. lleva el nombre de "Cara a Cara con Jorge Gestoso") con entrevistas a los protagonistas del mundo hispanoparlante que se emite semanalmente en Estados Unidos, Latinoamérica, parte de Europa y Asia.
Con GTN, Gestoso ha sabido presentar varios programas, mini noticieros, entrevistas e investigaciones en español. Además GTN produjo reportajes sobre Desarrollo Sostenible y los temas clave de la realidad Centroamericana para la Alianza de Comunicadores COM+ integrada, entre otros  por BBC, Reuters y el Banco Mundial. Sus reportajes se emitían en Costa Rica, El Salvador, Guatemala, Honduras, Nicaragua y Panamá.

## Vida personal
Gestoso vive en Washington D. C. junto con su señora Caroline Guichard de nacionalidad francesa. Es hincha del Club Nacional de Football.
En diciembre del 2022, se le realizó una entrevista en el programa "Lado B" del canal público de la ciudad de Montevideo, TV Ciudad, en donde habla sobre cómo fue su desvinculación de CNN.

## Entrevistas
Gestoso ha entrevistado a muchas figuras del ámbito político, cultural, artístico entre otras. Las entrevistas más notables a lo largo de su carrera son las siguientes:
- Julian Assange, fundador de Wikileaks.
- Íngrid Betancourt, política colombiana, excandidata presidencial y rehén de las FARC.
- Bill Clinton, expresidente de EE. UU.
- Jimmy Carter, expresidente de EE. UU.
- Fidel Castro, expresidente de Cuba.
- Hugo Chávez, expresidente de Venezuela.
- Elías Antonio Saca, expresidente de El Salvador.
- Mauricio Funes, expresidente de El Salvador.
- Elian Karp de Toledo, ex primera dama del Perú.
- Enrique Bolanos, expresidente de Nicaragua.
- Gonzalo Sánchez de Lozada, expresidente de Bolivia.
- José Miguel Insulza, secretario general de la OEA.
- Miguel Ángel Rodríguez Echeverría, ex secretario general de la OEA.
- Vivian Fernández de Torrijos, ex primera dama de Panamá.
- Marcelo Tinelli, presentador, empresario y productor argentino de radio y televisión.
- Cecilia Bolocco, ex Miss Universo.
- Lucía Topolansky, política y senadora uruguaya, esposa de Pepe Mujica.
- Eduardo Galeano, escritor y periodista uruguayo.
- Rafael Correa, expresidente de Ecuador.
- José Mujica, expresidente de Uruguay
- Juan Orlando Hernández, expresidente de Honduras.
- Cristina Fernández de Kirchner, expresidenta de Argentina.
- Gabriel Mariotto, exvicegobernador de la provincia de Buenos Aires (Argentina).